# 神奈川県立元石川高等学校

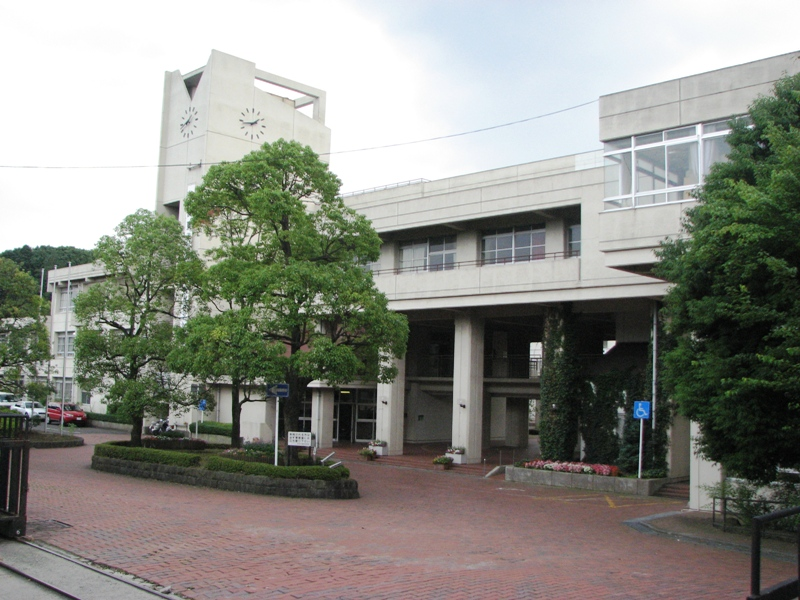
校舎（2006年）

神奈川県立元石川高等学校（かながわけんりつ もといしかわこうとうがっこう）は、神奈川県横浜市青葉区元石川町にある全日制普通科の県立高等学校。略称は元高（もとこう）あるいは元石（もといし）。

## 沿革
- 1984年1月 - 創立。設置準備や初年度入試は荏田高校内で実施。
- 1984年4月 - 第一期生入学。第一学年の数学などで「習熟度別授業」を実施（教室数などの関係で数年後には終了）。
- 2009年4月 - 教室棟の1階部分に神奈川県立麻生養護学校の分教室を設置。
- 2013年11月 - 創立30周年記念式典を横浜みなとみらいホールにて挙行。
- 2016年6月 - TOEICや英語検定試験対策のため土曜講習AddOn講座が開講。
- 2017年4月 - 当年度入学生より、乃木坂46やももいろクローバーZの衣装スタイリストである米村弘光監修の新制服に切り替わった。
- 2018年3月 - 全普通教室にエアコン設置
- 2018年4月 - 指定の上履きを廃止し、「一足制」とした。下駄箱を生徒昇降口から撤去し、空いたスペースを「イタリア広場」と命名し活用。
- 2021年3月 - 普通教室棟・特別教室棟トイレの洋式化完了

## 特色
- 白い時計塔と中庭の赤いレンガ敷きがシンボルとなっている。
- 体育祭は6月上旬の開催。クラスごとに3分割された団で優勝を競う。演技応援が人気。
- 文化祭（通称「瑞穂祭」）は9月上旬開催。中庭に設置されたステージでのライブや、体育館でのファッションショーが人気。
- 2017年度からの新制服は「元石川のカラーと伝統を守る」「制服で歩いても街にファッショナブルに溶け合う」ことをコンセプトに制定された。
- 地域社会や企業との協働によるアントレプレナーシップ（起業家精神）教育を2年生の選択科目として2017年度より開講した。

## 教育
- 2年次より選択制を取り入れ3年次では約70％が選択授業である。
- 2017年度までは50分×6時限(月曜は7時限)授業であるが、2018年度からは60分×5時限(一部6時限)授業となることが発表されている。
- コンピュータ教室が創立後早い時期に設置され、先進的な情報教育を行っている。
- 大学受験等に備え、長期休業中には補習授業が行われ、希望者が参加している。
- 5月、6月、10月、11月、12月には全学年対象の土曜講習が行われている。
- マラソン大会が毎年こどもの国で行われていたが、2015年11月を最後に開催されていない。
- プールがないので水泳の授業は行われない。

2016年度より「土曜講習AddOn講座」を、また2017年度より学校設定教科「アントレプレナーシップ」を、いずれも民間企業の協力により開設している。
- 「土曜講習AddOn講座」では、TOEICや英語検定試験対策、英会話を学ぶ。
- 「アントレプレナーシップ」は、６名程度のグループを組み、社会で起こる実際の問題や課題の解決策をチームで探る内容。課題発見解決能力、コミュニケーション能力、権限なきリーダーシップなどの醸成によりグローバル人材を輩出することを目指している。

### 教育目標
現在に生きる知恵と未来を拓く知恵を琢く。

### 教育方針
2015年度より、学校目標の2本柱として以下を掲げ、教育プログラムを展開している。
- 上級学校でも耐えうる確かな学力の定着をベースに進学質向上
- 社会で逞しく生きる力の醸成

学校目標達成のためのスローガン「自立」「協働」「創発」

### 学校長
- 萩元幸治（2008年度～2010年度）
- 八木興造（2011年度～2014年度）
- 岡部佳文（2015年度 - 2019年度） - 民間人校長
- 勝股正（2020年度～）

## 設備
- A棟

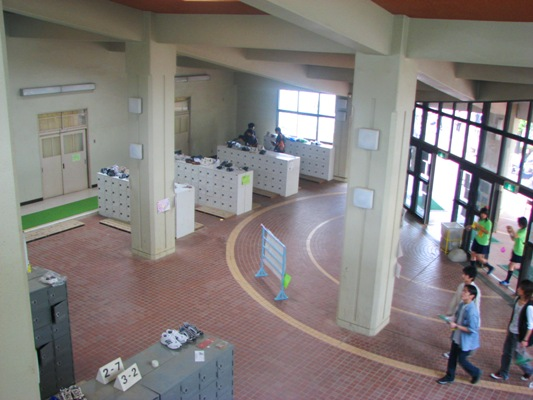
昇降口

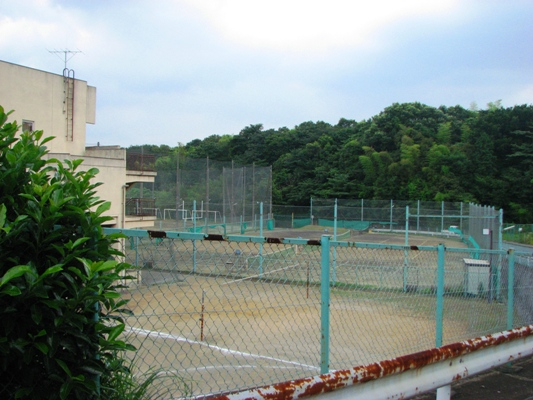
テニスコート

  - 時計塔のある、正門から見て左手の建物である。第3学年教室のほか、正面玄関、職員室、保健室などがある。
- B棟
  - A棟裏手の、中庭に面した建物である。第1学年・第2学年教室のほか、昇降口、売店、セミナーコーナー（和室、多目的室）などがある。
  - 1階には、神奈川県立麻生養護学校の分教室が設置されている。
- C棟
  - A棟隣、正門から見て右手の建物である。視聴覚教室、情報学習室（コンピュータ教室）、図書室、音楽室、理科室、社会科教室などの特別教室が置かれている。
- 体育館棟（D棟）
  - 2階の外廊下がスペイン階段で中庭と接続されている、B棟隣の建物である。体育館・武道場・卓球場・トレーニングルームを有する。
- 中庭
- 駐輪場
- グランド
- テニスコート
- 岩石園
- みどりのステージ

### 特徴
- 正門から中庭までの赤いレンガ敷きは全て手作業で敷設されたものである。
- 校舎と渡り廊下（連絡通路）で中庭を囲むように造られており、一回りして戻ってこられる。
- 空き教室が改装され、セミナーコーナーや缶飲料の自販機コーナーが設置された。
  - 自販機コーナーは2015年に廃止され、昇降口付近に移設された。
- 体育館棟二階から中庭に向かって末広がりの階段「スペイン階段」が設けられている。

## 課外活動
部活動
- 体育系：陸上競技 バレーボール バスケットボール ソフトテニス バドミントン サッカー 卓球 剣道 テニス ダンス 硬式野球
- 文化系：美術 吹奏楽 茶道 自然科学 イラスト 情報処理 書道 軽音楽 家庭 華道 放送 合唱
- 同好会：文芸同好会 コラボレーション同好会

委員会
- 専門委員会：学級、美化、保健、図書、風紀・交通安全、体育
- 特別委員会：放送、新聞、福祉、瑞穂祭実行委員会、体育祭実行委員会、球技大会実行委員会

### 部活動の実績
- 2017年
  - 女子バスケットボール部が県新人戦で優勝、関東大会に出場。
- 2016年
  - 陸上競技部　県高校総体陸上競技大会で第5位入賞し関東大会に出場した。
  - 放送部　第53回NHK杯全国高校放送コンテスト神奈川大会のラジオドキュメント・テレビドキュメント・研究発表の部でそれぞれ上位入賞し全国大会に出場し、第31回神奈川県高等学校総合文化祭放送情報部門大会のアナウンス部門でも上位入賞し関東大会に進出している。
  - 吹奏楽部　横浜地区大会で金賞、神奈川県吹奏楽コンクールで金賞を受賞し東関東コンクールに出場した。

## 行事

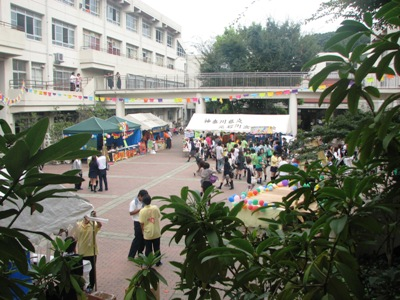
瑞穂祭の様子

- 入学式
- 体育祭
- 修学旅行
- 芸術鑑賞
- 瑞穂祭（文化祭）
- M.O.S.（公開授業）
- クリスマス会（児童保育生徒の訪問）
- 卒業式

## 旧学区
2005年度の学区撤廃以前は横浜北部学区に属していた。当校以外の所属学校は以下の通り。
- 神奈川県立市ヶ尾高等学校
- 神奈川県立荏田高等学校
- 神奈川県立川和高等学校
- 神奈川県立霧が丘高等学校
- 神奈川県立新栄高等学校
- 神奈川県立田奈高等学校
- 神奈川県立白山高等学校

## 交通
出典 : 
| 乗車駅                       | のりば | 系統       | 下車停留所                       | 運行事業者 |
| ---------------------------- | ------ | ---------- | -------------------------------- | ---------- |
| 東急田園都市線たまプラーザ駅 | 5      | た61       | 「元石川高校」                   | ■東急      |
| ブルーラインあざみ野駅       | 5      | た63       | 「元石川高校」                   | ■東急      |
| 小田急小田原線新百合ヶ丘駅   | 7      | 新25       | 「元石川町」、徒歩12分           | ■小田急    |
| 小田急小田原線新百合ヶ丘駅   | 9      | 新21・新23 | 「あざみ野ガーデンズ」、徒歩12分 | ■小田急    |

| 最寄り駅                     | 所要時間 |
| ---------------------------- | -------- |
| 東急田園都市線たまプラーザ駅 | 20分     |
| ブルーラインあざみ野駅       | 25分     |

## 著名な出身者
- 赤坂よもぎ　スターツ陸上競技部所属。駅伝、マラソン選手
- 清水梨紗 - ウェストハム・ユナイテッド所属。日本女子サッカー代表。ポジションはDFサイドバック
- 木村英里 - フリーアナウンサー
- 冨樫剛一 - 東京ヴェルディ1969 監督
- 高田保則 - 元プロサッカー選手
- 長谷川隼 - プロサッカー選手
- すぐる画伯 - イラストレーター
- 池田鉄洋 - 俳優
- 内藤真実 - バドミントン選手
- 津久井彩文 - 声優
- 椛島恵美 - シンガーソングライター